# Kruglak
Kruglak – jezioro w gminie Płaska, w powiecie augustowskim, w woj. podlaskim.
Jezioro leży na Równinie Augustowskiej, w Puszczy Augustowskiej. Kruglak to niewielkie zarastające jezioro, położone w zachodniej części zatorfionego obniżenia, otoczonego wyniesieniami morenowymi. Dużą część jeziora zajmują zbiorowiska roślinności wodnej (grzybienie białe, grążel żółty, przesiąkra okółkowa), otoczone pierścieniem szuwaru (trzcina pospolita, pałka szerokolistna, oczeret jeziorny, aldrowanda pęcherzykowata). Brzegi porośnięte są lasem.
Na zachodzie Kruglak łączy się poprzez niewielki ciek z Jeziorem Krzywym. Na północy wąskim pasem lasu oddzielone jest od jeziora Mikaszewo, przez które prowadzi szlak Kanału Augustowskiego. Kruglak wchodzi w skład rezerwatu przyrody Perkuć.